# Cambridge Energy Research Associates
Cambridge Energy Research Associates (CERA) es una empresa de consultoría estadounidense que se especializa en asesorar a gobiernos y empresas privadas sobre mercados energéticos, geopolítica, tendencias de la industria y estrategia,  cuenta con personal de investigación y consultoría en todo el mundo y cubre los mercados de petróleo, gas, energía y carbón en todo el mundo.
Fue fundada en 1983 por el autor ganador del Premio Pulitzer Daniel Yergin, James Rosenfield y Joseph Stanislaw. Luego fue adquirida por IHS Energy en 2004. En 2009 modificó su nombre a IHS Cambridge Energy Research Associates (IHS CERA) como parte de la integración de la marca IHS en la que también se produjeron cambios de nombre para otras marcas respaldadas por IHS, incluidas IHS Jane's, IHS Global Insight, IHS EViews e IHS. Herold.

## CERAWeek
Algunos de los clientes más importantes de la empresa incluyen empresas energéticas internacionales, consumidores de energía, gobiernos, servicios públicos, empresas de tecnología e instituciones financieras. Muchos de ellos asisten a "CERAWeek", la conferencia anual de la compañía que se lleva a cabo en el Hotel Hilton Americas en Houston, Texas. Los programas diarios suelen girar en torno a temas de petróleo, gas natural, energía eléctrica, energías renovables y tecnología.
Los discursos principales anteriores han sido pronunciados por los secretarios y ministros de energía de Arabia Saudita, Irak, México, Noruega y Estados Unidos. Otros oradores notables han incluido al ex secretario del Tesoro de los Estados Unidos, Robert Rubin, alsecretario de Energía de los Estados Unidos, Samuel Bodman, al ex Senador de Colorado Gary Hart; el ex secretario de Comercio de los Estados Unidos, Donald L. Evans; el ex presidente de la Reserva Federal, Alan Greenspan, el director ejecutivo de Microsoft, Steve Ballmer, y el ex secretario general de la OPEP, Rilwanu Lukman.
CERA también gestiona el Índice de Costos de Capital Upstream.

## Pico del petróleo
A medida que la controversia sobre el pico del petróleo se intensificó en 2006, CERA se encontró en el lado optimista de las predicciones, pronosticando que no se produciría un pico antes de 2030, y que esto no sería un "pico" sino más bien una "meseta ondulante".  Esta opinión ha sido criticada por quienes creen que ya se ha producido un pico o que es inminente. ASPO-USA describió la posición de CERA como un problema de credibilidad.  Chris Skrebowski considera que el informe del CERA es una polémica que confunde stocks y flujos. 
En junio de 2008, Daniel Yergin dijo que los mercados han ayudado a alimentar una "psicología de escasez" de que el mundo se está "quedando sin petróleo". También describió entre 120 y 150 dólares por barril como el "punto de quiebre" del petróleo, el punto donde la erosión de la demanda afectaría el aumento de precios. 
Los investigadores de CERA predijeron en septiembre de 2009 que la demanda máxima llegó y desapareció en el mundo de la OCDE, probablemente en algún momento de 2005. Sin embargo, esto no concuerda con el pico del petróleo, que está más en el lado de la extracción y la producción. CERA sigue creyendo que hay mucho petróleo bajo tierra. Al predecir el pico de demanda en los países desarrollados, CERA afirma que la demanda a largo plazo se está debilitando como resultado de los cambios demográficos y socioeconómicos en los países desarrollados (como el envejecimiento de las poblaciones de la OCDE), la mejora de la eficiencia del transporte y la invasión de sustitutos como los biocombustibles y gas natural. 

## Liderazgo
- Daniel Yergin, presidente
- James Rosenfield, cofundador